# توسل بالقوة
الاحتكام إلى القوة أو التوسل بالقوة (argumentum ad baculum باللاتينية، وهي تعني حرفيًا: منطق العصا، أو اللجوء إلى العصا، مشتقة عن الكلمة اللاتينية "baculum" وتعني العصا) هي مغالطة منطقية ترتكب حين يتم اللجوء إلى أي شكل من أشكال استخدام القوة أو التهديد باستخدامها، لإثبات دعوى لا تتصل منطقياً بانفعال الخشية والرعب الذي تثيره. وترتكب تلك المغالطة حينما يحذر المحاور من العواقب التي سوف تحدث إذا ما رفض المتلقي الدعوى المطلوبة. وهي حالة خاصة من مغالطة الاحتكام إلى النتائج في الحالة النافية. وتتخذ الشكل التالي:
1. اقبل الحجة (أ) وإلا فإن الحدث (س) سوف يحدث.
2. الحدث (س) مؤذ أو مدمر.
3. إذن، الحجة (أ) صحيحة، أو مقبولة.

تقوم هذه المغالطة على فكرة أن القوة تصنع الحق، وهي مغالطة لأن التهديد يعمل على مستوى دافعي مغاير لمستوى القناعة الفكرية. وهنا يجب التفرقة بين ما يسمى «سبب عقلاني للتصديق rational reason to believe» وهو تصديق قائم على الدليل، ويقود بشكل منطقي وعقلاني إلى الدعوى، وبين «سبب تحوطي للتصديق prudential reason to believe» وهو قائم على وجود دافع، فقبول الدعوى بسبب عوامل خارجية (مثل تهديد أو خوف أو مصلحة أو مفسدة قد تنتج عن قبول الدعوى) وهذا يتعلق بقيم الشخص ومبادئه، وليس بصحة الدعوى من خطئها. فارتكاب هذه المغالطة ينتج دائماً عن النوع الثاني.
ولكن التهديد بالقوة ليست مغالطة في كل الأحوال، فقد يكون التهديد أو التذكير بالخطر صائباً حين يكون ذا صلة مباشرة بنتيجة العمل، أو حين يكون الخطر نفسه هو موضوع الحجة. فمثلا حين يقول أنصار البيئة «توقفوا عن التجارب النووية في تلك المنطقة لأنها ربما تخلف زلازل وفيضانات تدمر كوكب الأرض» فلا يعتبر مغالطة، لأن احتمال حدوث هذه النتائج الخطرة مترتب سببياً، وليس صادراً عن توجيه أو قرار منهم.

## أمثلة
- «ينبغي عليك أن توافق على السياسة الجديدة للشركة؛ هذا إذا كنت لا تزال تريد أن تحتفظ على وظيفتك».
- «أتعرف يا بروفيسور أدهم أنني بحاجة إلى تقدير امتياز في هذا المساق؟ يسرني أن أمر عليك فيما بعد لنتحدث في ذلك. سوف أكون بجوار مكتبك على أي حال أزور والدي. إنه عميد كليتك بالمناسبة، أم نسيت؟ أراك بخير».[3]

## الاحتكام المغلوط إلى القوة
ومن بين الأمثلة على الاحتكام المغلوط إلى القوة هي تلك النوع من الحجج التي تسير على النحو التالي:
إذا قبل الشخص «أ» بالدعوى «س» فسوف تتحقق النتيجة «ص».
الشخص «أ» يتدخل حتى يمنع النتيجة «ص» وينجح في ذلك.
إذن فالدعوى «س» خاطئة.
وهذا النوع من الحجج يعد مغالطة منطقية صورية، وذلك لأن محاولة الهجوم على النتيجة «ص» لا يكشف أي جديد عن مدى مصداقية الدعوى «س». وأدرك الفلاسفة بطلان هذا النوع من الحجج منذ أيام العصور الوسطى. وتلك هي حالة خاصة من مغالطة الاحتكام إلى النتائج (argumentum ad consequentiam).

### مثال
- الفريق: «إذا استسلمنا أمام عدونا الآن، فسوف ينتهز فرصته حتى يفنينا عن بكرة أبينا».
- العقيد: «حتى الآن، نراهم يعاملون الأسرى بأسلوب ملائم».
- الفريق: «لن يفعلوا ذلك هذه المرة. ومن الأفضل لك أن تصدقني إن كنت لا تريد أن تصبح في عداد الموتى».

فالفريق هنا هو الشخص «أ» والذي يحاول أن يتجنب النتيجة «ص» وهي الموت. وبالتالي فهو يتخلي عن الدعوى «س» وهي الاستسلام. ولكن سواء شاء أن يموت أم لا، فذلك لا يقدم دليلًا على أن الموت نتيجة محققة للاستسلام.

## الانصياع المبرر إلى القوة أو التهديد
قد صار من الواضح الآن أن القوة لا تقدم أي نوع من الأدلة، ولا تقيم أي نوع من البراهين. ولكن قد يتظاهر أحدهم بقبول الدعوى تحت تهديد القوة لأنه يؤثر السلامة ويريد أن يسلم من شر المأفونين. وبالتالي قد تكون القوة سببًا كافيًا للانصياع إلى الدعوى المقدمة، ولكن الانصياع شئ والاقتناع شئ آخر. وذلك ما فعله جاليليو حين أذعن لمحاكم التفتيش وآثر السلامة (ولكن ذلك لا يعني أن دعوى جاليليو كانت صائبة من الأصل).
قد تأتي تلك الحجة على الصورة الآتية:
إذا قبل الشخص «أ» بالدعوى «س» فسوف تتحقق النتيجة «ص».
الشخص «أ» يرفض حدوث النتيجة «ص» ويريد أن يمنعها.
وبالتالي فإن الشخص «أ» سوف يرفض الدعوى «س».
والمغالطة هنا هو افتراض أن مصداقية الدعوى مرهونة برضا الشخص «أ» عنها. والمقدمات المذكورة في المثال السابق لا تنبئنا بشئ عن صحة الدعوى من خطئها، ولا تخبرنا حتى عما إذا كان الشخص راضيًا عن تلك الدعوة أم لا. وتصح الحجة السابقة فقط في حالة إذا كان الاستنتاج هو عبارة عن حالة خاصة من إنكار المقدمات (modus tollens)، كما سوف نرى في المثال التالي.

### مثال
إذا لم ينكر بيتر صلته بيسوع فسوف يعتقله الروم.
بيتر لا يريد أن يعتقله الروم.
إذن فسوف ينكر بيتر صلته بيسوع.
وتجدر الإشارة أن هذه الحجة تتعلق بنوايا بيتر عن الإفصاح بصلته بيسوع، وليست دليلًا على كون بيتر يعرف يسوع أم لا يعرفه. (وكمثال على الإتيان باستنتاج مغلوط: «إذن بيتر ليس له أي صلة بيسوع»).